# Teatro Amazonas

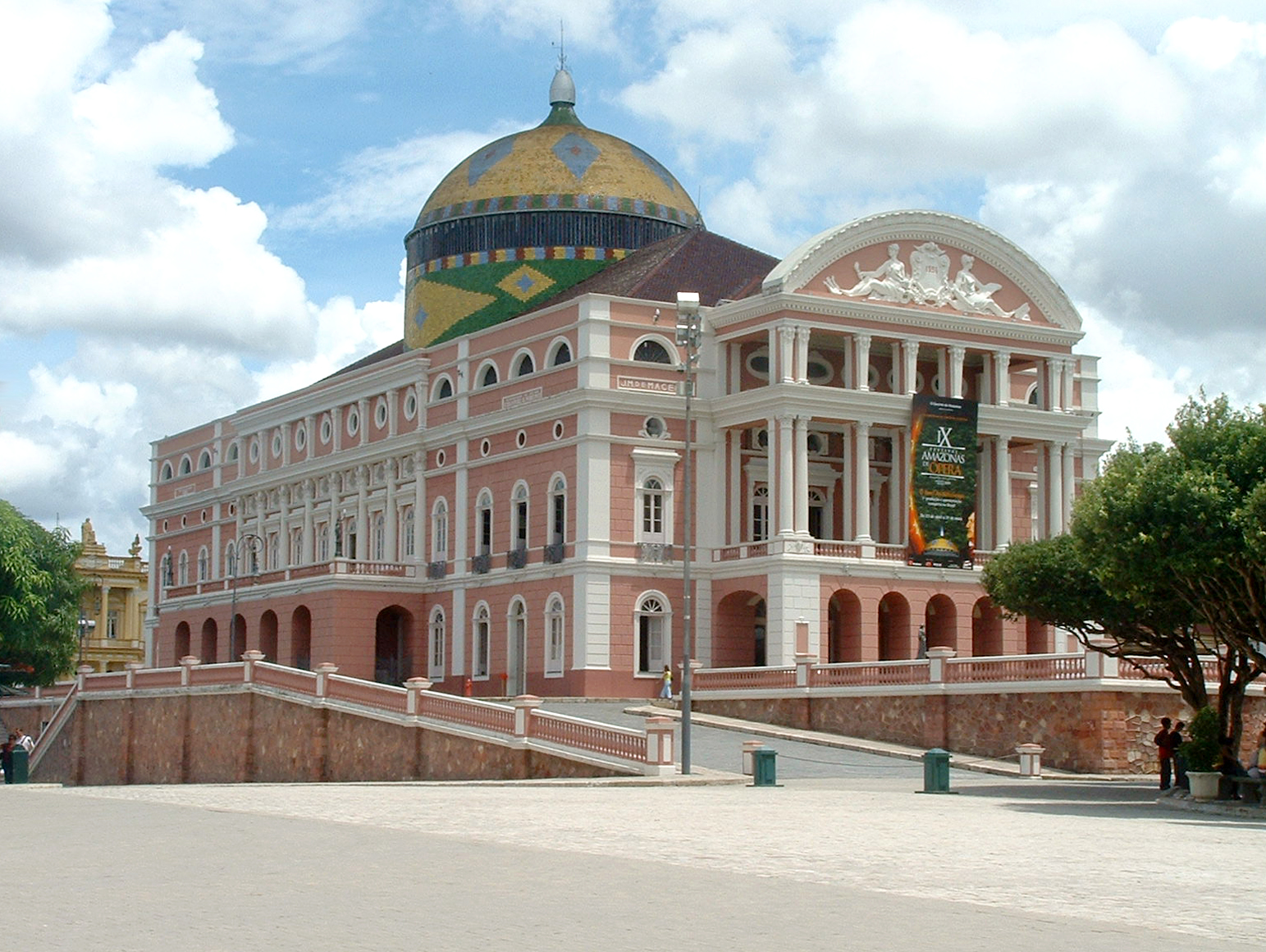
Das Teatro Amazonas in Manaus

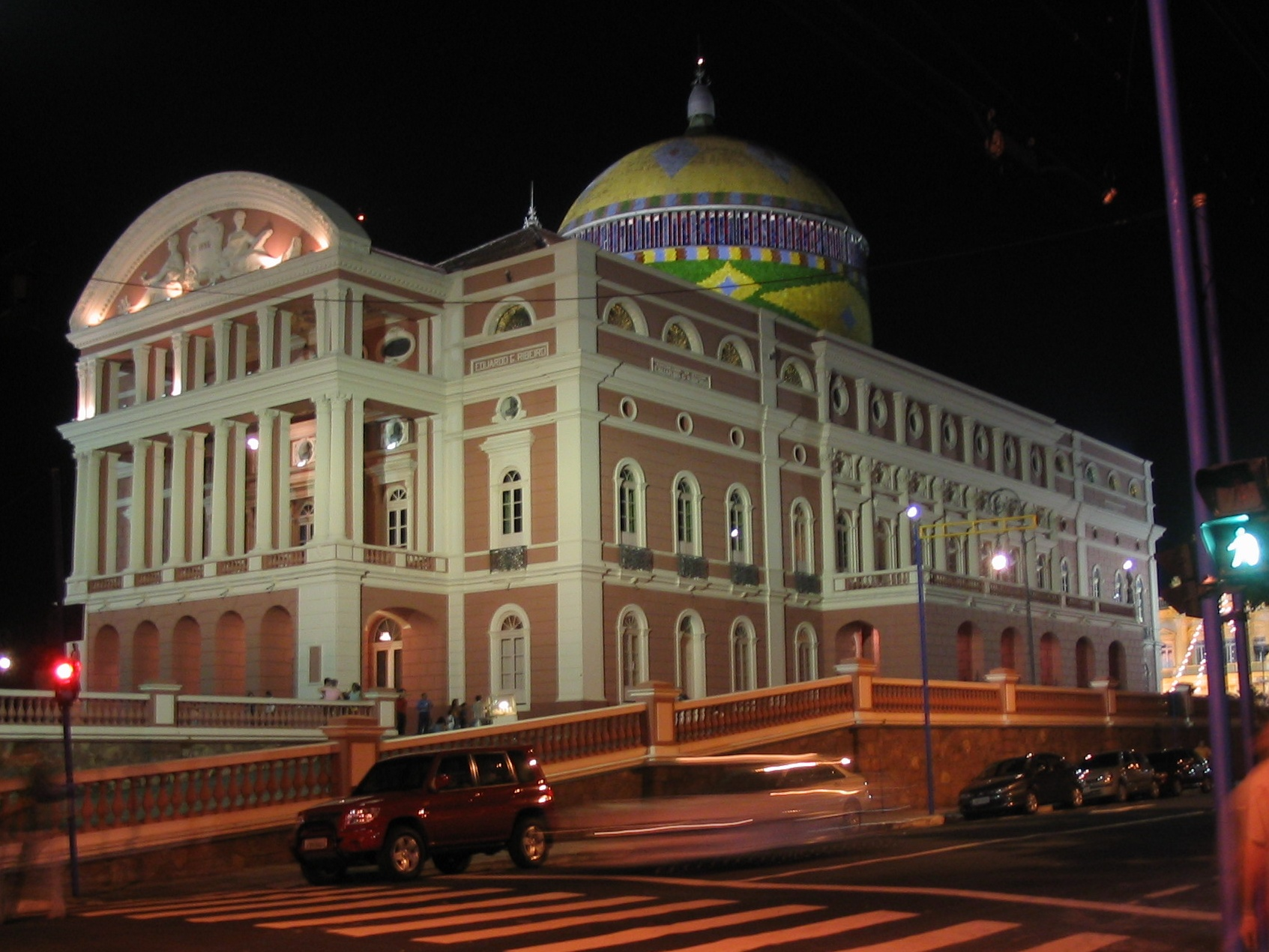
Teatro Amazonas bei Nacht

Das Teatro Amazonas ist ein Opernhaus in der brasilianischen Stadt Manaus. Der Bau wurde durch die Einnahmen des Kautschukbooms finanziert und am 31. Dezember 1896 eingeweiht.

## Geschichte und Architektur
Die Geschichte dieses Opernhauses begann, als der Abgeordnete Antônio José Fernandes Júnior das Projekt 1881 vorschlug und es genehmigt wurde. Den Auftrag zur Planung des architektonischen Werks erhielt 1883 das Gabinete Português de Engenharia e Arquitetura (Portugiesisches Büro für Ingenieurwesen und Architektur) aus Lissabon. Der erste Spatenstich verzögerte sich aufgrund von Debatten über die Finanzierung um ein Jahr. Aus demselben Grund wurden die Bauarbeiten zwischen 1886 und 1893 unterbrochen. Architekten, Baumeister, Maler und Künstler wurden aus ganz Europa engagiert. Der in Paris lebende Brasilianer Crispim do Amaral aus Pernambuco gestaltete das Innere des Theaters, während sich der Italiener Enrico Mazolani um das Äußere kümmerte. Das Haus wurde am 31. Dezember 1896 eingeweiht, die erste Opernaufführung war am 7. Januar 1897 die Premiere der Oper „La Gioconda“ von Amilcare Ponchielli. Die neobarocke Haupthalle ist für 701 Zuhörer ausgelegt. Die Decke ist durch das Bild „A Glorificação das Belas Artes na Amazônia“ (Zum Ruhm der Schönen Künste in Amazonien) von Domenico de Angelis geschmückt. Die Pflastersteine rund um das Gebäude wurden eigens aus einem Sand-Kautschuk-Gemisch angefertigt, um die Vorführungen nicht durch die vorbeifahrenden Pferdefuhrwerke zu stören. Ein Großteil der Baumaterialien wurde aus Europa importiert. So wurden beispielsweise die Kacheln der Kuppel aus Deutschland, die Pflastersteine vor dem Theater aus Portugal, Marmor aus Carrara, Leuchter aus Murano, Stahl aus Glasgow und Gusseisen aus Paris eingeführt. Nur die Edelhölzer stammten aus den umliegenden Wäldern.
Aufgrund des Kurssturzes bei Kautschuk erlebte das Opernhaus bereits 1907 seine vorläufig letzte Aufführung. 1929 und 1975 wurden teils misslungene Renovierungsarbeiten durchgeführt. Erst Ende der 1980er Jahre wurde das Opernhaus komplett und erfolgreich restauriert. Besondere Herausforderungen waren dabei das feuchte Klima mit über 165 Regentagen im Jahr und die Bedrohung durch Termiten. Über acht Jahrzehnte nach der letzten Vorstellung wurde die Oper am 17. März 1990 mit Plácido Domingo und Marcia Haydée wiedereröffnet.
Der Film Fitzcarraldo von Werner Herzog aus dem Jahr 1982 machte das Teatro Amazonas wieder in Deutschland bekannt. Sharon Lockhart veröffentlichte 1999 den Film Teatro Amazonas und zeigte im Kunstmuseum Wolfsburg von Juni bis August 2000 eine Ausstellung über das Teatro.
Im Jahre 1996 gründete der deutsche Geiger Michael Jelden im Teatro Amazonas das größte Musikfestival Lateinamerikas (Festival de Manaus), das erstmals nach fast 90 Jahren wieder Oper in das Theater brachte. Nachdem Jelden das Festival zwei Jahre als Intendant betreut hatte, liegt die Leitung nun in Händen des Brasilianischen Kultusministeriums und der nationalen Kulturstiftung Funarte.
Christoph Schlingensief inszenierte 2007 Wagners „Fliegenden Holländer“ in Manaus. Die Premiere im Teatro Amazonas war am 22. April 2007.